# Mathew B. Brady

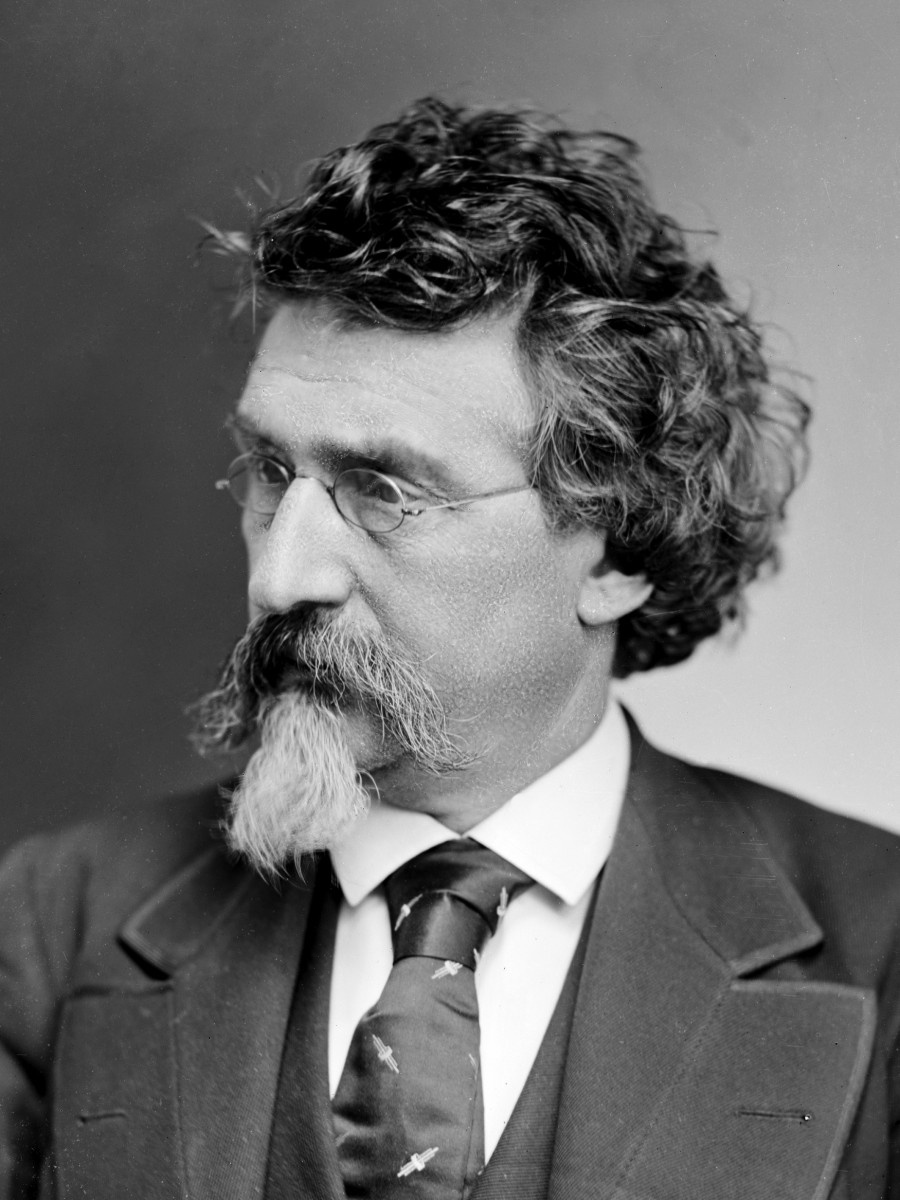
Mathew Brady um 1875

Mathew B. Brady (* 18. Mai 1822 in Lake George, Warren County, New York; † 15. Januar 1896 in New York City) war ein US-amerikanischer Fotograf, ein wichtiger Chronist des Bürgerkrieges und somit einer der ersten fotografischen Kriegsberichterstatter.

## Leben

### Frühe Jahre
Brady wurde als Sohn irischer Immigranten im Warren County im Staat New York geboren. Mit 17 Jahren verließ er seine Heimat und ging nach New York City. Samuel F. B. Morse hatte die Daguerreotypie schon im Frühling 1839 bei Daguerre kennengelernt, aber nicht das Herstellungsgeheimnis erfahren. Er unterrichtete später viele Amerikaner, darunter auch Brady, und wurde zum „Stammvater“ manchen amerikanischen Ateliers. In New York betrieb er  ab 1844 ein eigenes Fotostudio und bereits 1845 begann er, seine Porträtaufnahmen berühmter Amerikaner auszustellen. Bradys frühe Werke, für die er bereits verschiedene Preise erhielt, waren Daguerreotypien; in den 1850er Jahren wurden dann Ambrotypien populär, die bald dem Albumindruck weichen mussten, einem Verfahren, das es gestattete, von großen Glasnegativen Papierabzüge zu machen und das zum meist verwendeten Verfahren für die fotografische Dokumentation des Bürgerkrieges werden sollte. 

### Der Sezessionskrieg
Bradys Bestreben, den Bürgerkrieg in großem Stil zu dokumentieren, indem er mit seinem Fotostudio direkt auf die Schlachtfelder zog, verschaffte ihm einen Platz in den Geschichtsbüchern. Trotz der offensichtlichen Gefahren, finanziellen Risiken und des Abratens seiner Freunde sagte er, wie später zitiert wurde, „Ich musste gehen. Ein Geist in meinen Füßen sagte ‚Geh!‘, und ich ging.“. Seine ersten Fotos des Krieges, die Bekanntheit erlangten, machte er bei der Ersten Schlacht am Bull Run, wo er so nahe am Geschehen war, dass er beinahe in Gefangenschaft geriet.
Er beschäftigte die Fotografen Alexander Gardner, James Gardner, Timothy H. O’Sullivan, William Pywell (1843–1887), George N. Barnard und 18 weitere Männer, die, mit transportablen Dunkelkammern ausgestattet, loszogen, um den Krieg fotografisch zu dokumentieren. Brady selbst blieb für gewöhnlich in Washington, von wo aus er die Arbeit seiner Assistenten organisierte, und suchte nur selten selbst die Schlachtfelder auf. Eine erwähnenswerte Ausnahme war die Zweite Schlacht am Bull Run im Jahr 1862, wo er Fotos von zurückweichenden Unionssoldaten machte, die damals großes Aufsehen erregten.
Im Jahr 1862 zeigte Brady in seiner New Yorker Galerie eine Ausstellung mit Fotografien aus der Schlacht am Antietam, die den Titel The Dead of Antietam (Die Toten von Antietam) trug. Viele der ausgestellten Fotografien waren drastische Darstellungen von Leichen, was für Amerika etwas völlig Neues war. Niemals vorher waren solche Bilder gezeigt worden.
Brady porträtierte während des Krieges viele Generäle, unter ihnen Nathaniel P. Banks, Don Carlos Buell, Ambrose Burnside, Benjamin Franklin Butler, George Armstrong Custer, David Farragut, John Gibbon, Winfield Scott Hancock, Joseph Hooker, Oliver O. Howard, George B. McClellan, James B. McPherson, George Meade, David Dixon Porter, William Rosecrans, William T. Sherman, George Henry Thomas und Lew Wallace. Auch von der Seite der Konföderierten konnte er P. G. T. Beauregard, Stonewall Jackson und Robert E. Lee fotografieren. (Lee hatte seine erste Sitzung mit Brady 1845 als Lieutenant Colonel (Oberstleutnant) der US Army, seine letzte nach dem Krieg in Richmond, Virginia.) Auch Präsident Abraham Lincoln wurde mehrmals von Brady porträtiert.

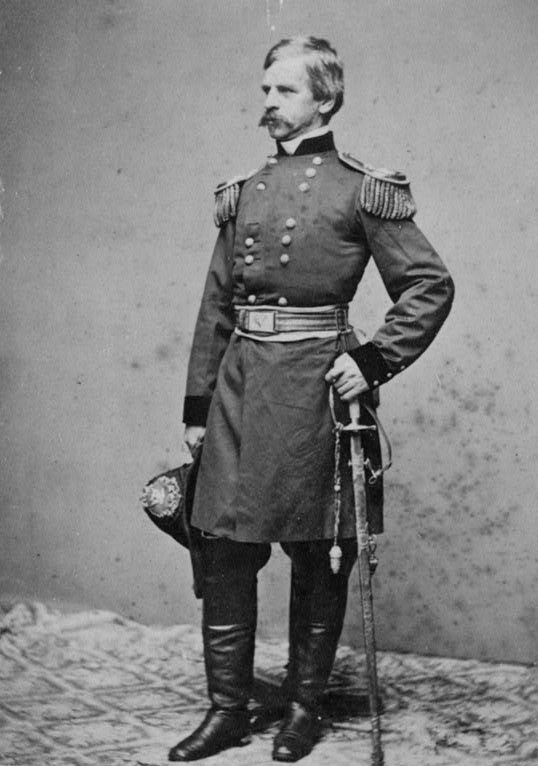
Nathaniel P. Banks
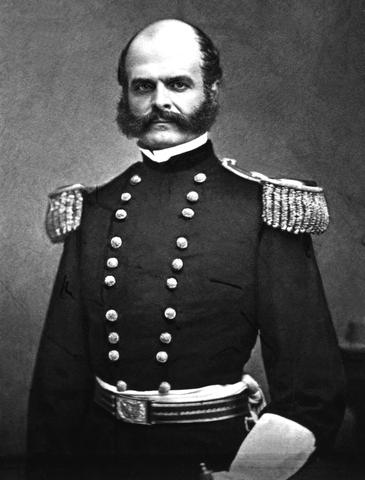
Ambrose Burnside
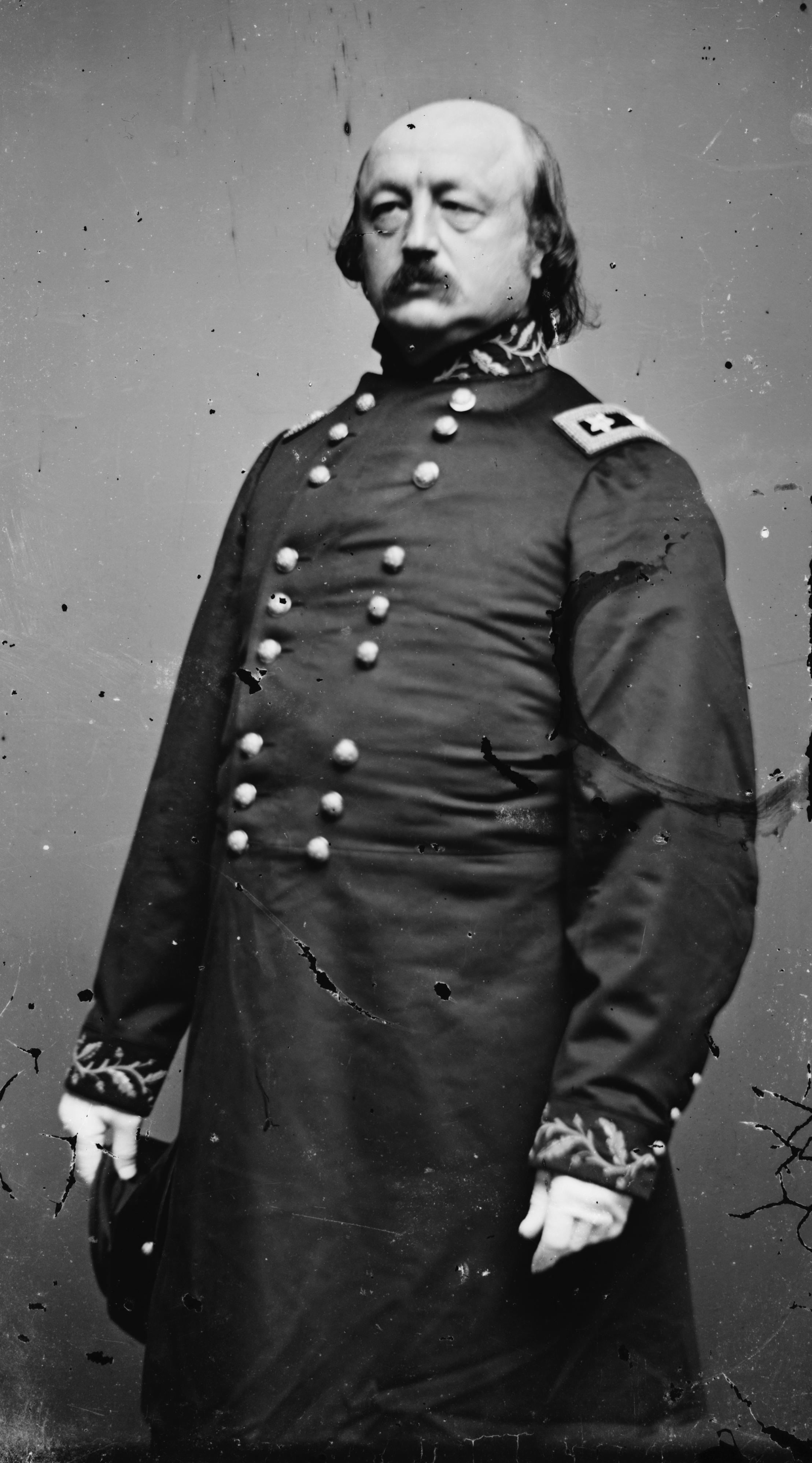
Benjamin Franklin Butler
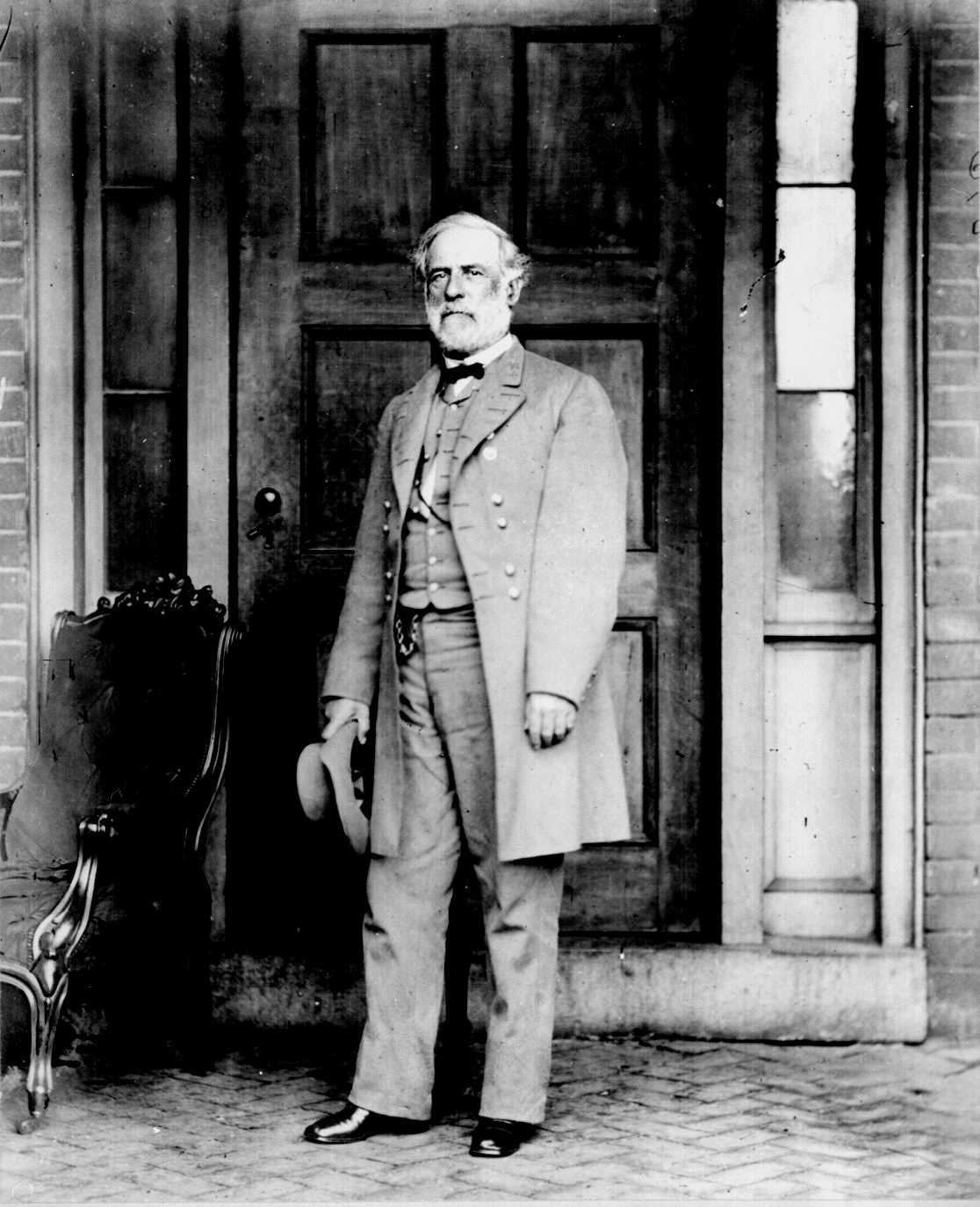
Robert E. Lee
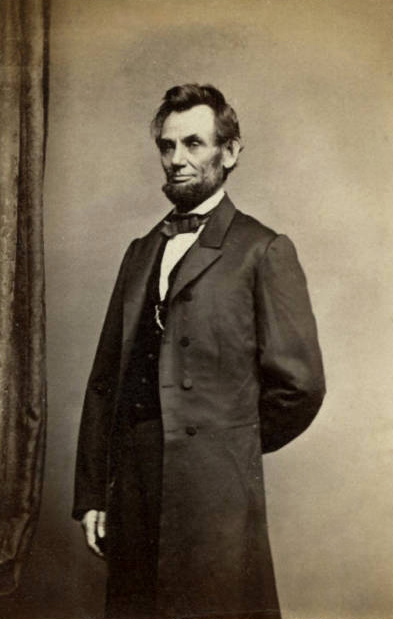
Abraham Lincoln

### Niedergang und Tod

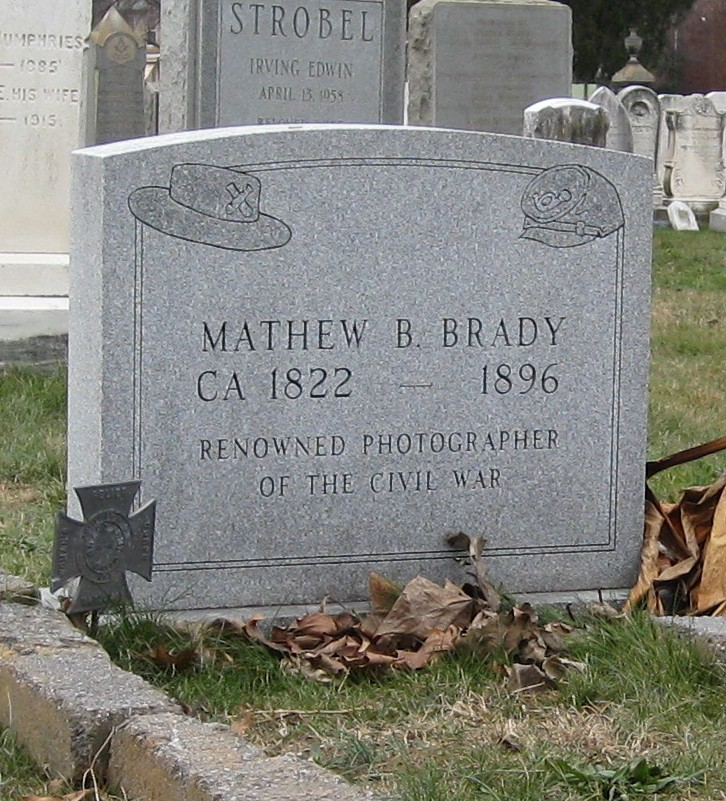
Bradys Grab in Washington

Im Verlauf des Krieges gab Brady für die Produktion von rund 10.000 Fotografien über 100.000 Dollar aus. Er ging davon aus, dass die Regierung die Fotos nach dem Krieg ankaufen werde; als dies jedoch nicht geschah, war er gezwungen, sein New Yorker Studio zu verkaufen und Konkurs anzumelden. Der Kongress gewährte ihm zwar 1875 25.000 Dollar; das konnte ihn jedoch nicht mehr aus seiner tiefen Verschuldung retten. Von seiner finanziellen Situation deprimiert, wurde Brady zum Alkoholiker und starb später verarmt in der Armenstation des Presbyterian Hospital in New York City an Komplikationen infolge eines Straßenbahnunfalls. Sein Begräbnis auf dem Kongressfriedhof in Washington wurde von Veteranen der 7th New York Infantry finanziert.
Nach Bradys Tod führte sein angeheirateter Neffe Levin Corbin Handy sein Geschäft weiter. Die von Mathew Brady oder unter seiner Aufsicht erstellten Bilder sind heute als Brady-Handy Collection in der Library of Congress zu finden.